# Liste der Baudenkmäler in Aldersbach
Auf dieser Seite sind die Baudenkmäler in der niederbayerischen Gemeinde Aldersbach zusammengestellt. Diese Tabelle ist eine Teilliste der Liste der Baudenkmäler in Bayern. Grundlage ist die Bayerische Denkmalliste, die auf Basis des Bayerischen Denkmalschutzgesetzes vom 1. Oktober 1973 erstmals erstellt wurde und seither durch das Bayerische Landesamt für Denkmalpflege geführt wird. Die folgenden Angaben ersetzen nicht die rechtsverbindliche Auskunft der Denkmalschutzbehörde.

## Baudenkmäler nach Ortsteilen

### Aldersbach
| Lage                                                        | Objekt                                                 | Beschreibung | Akten-Nr.             | Bild           |
| ----------------------------------------------------------- | ------------------------------------------------------ | --- | --------------------- | -------------- |
| Klosterplatz 5 (Standort)                                   | Ehemals Zisterzienser-Klosteranlage um einen Kreuzgang | Ehemals Zisterzienser-Klosteranlage um einen Kreuzgang, mit Klosterkirche, Kapellen, Spital, Brauerei und Taverne; gegründet 1120 als Augustiner-Chorherrenstift, 1146 Besiedlung durch Zisterzienser, erweitert und barockisiert im 17. und 18. Jahrhundert, Aufhebung 1803. Ehemalige Zisterzienser-Abteikirche, seit 1803 katholische Pfarrkirche Mariä Himmelfahrt, Chorneubau 1617, Langhausneubau 1720 vollendet durch Dominikus Magzin, Westturm Mitte 18. Jahrhundert, Anbau der Loretokapelle 1739, Rokoko-Innenausstattung der Kirche durch Egid Quirin und Cosmas Damian Asam, Josef Matthias Götz, Josef Deutschmann und andere (Klosterplatz 5). Sogenannte Portenkapelle, 1297, barockisiert im 18. Jahrhundert; mit Ausstattung; anschließend großes barockes Torhaus der Abtei, 1767, östlich daran anschließendes ehemaliges Seminar, 1767 (Klosterplatz 7). Ehemaliges Klosterspital, seit 1803 Bauernhaus, Walmdachbau, im Kern wohl 16. Jahrhundert, Äußeres 18. Jahrhundert (Klosterplatz 4). Ehemals Zisterzienserabtei; mit Ausstattung; barocke Vierflügelanlage um einen Kreuzgang an der Südseite der Kirche, zwischen 1683 und 1734 erbaut, im Ostflügel ehemaliger Kapitelsaal, an der Südecke des Ostflügels weiterer nach Osten ausspringender Trakt, im Nordflügel ehemals Abtei mit barocken Repräsentationsräumen, Fürstensaal, Kapelle, im Südflügel Refektorium, Rekreationssaal und Bibliothek, am Westflügel nach Westen ausgreifender Trakt (Abtei, jetzt Pfarrhaus) mit Tordurchfahrt und zweiter Trakt mit Brauerei (Von-Aretin-Platz 1). Ehemalige Klostertaverne, jetzt Gutshof, langgestreckter Bau mit Walmdach, wohl 18. Jahrhundert; hakenförmiges Wirtschaftsgebäude, der Nordflügel mit mächtigem Walmdach und Strebepfeilern, wohl 17. Jahrhundert (Klosterplatz 4). | D-2-75-114-1 Wikidata | weitere Bilder |
| Ritter-Tuschl-Straße 13; Ritter-Tuschl-Straße 15 (Standort) | Bauernhaus                                             | Zweigeschossiger und giebelständiger Flachsatteldachbau mit Dachvorschuss und teilweise verschindeltem Blockbau-Obergeschoss, Anfang 19. Jahrhundert | D-2-75-114-2 Wikidata | weitere Bilder |

### Adenberg
| Lage                  | Objekt                       | Beschreibung | Akten-Nr.             | Bild                         |
| --------------------- | ---------------------------- | --- | --------------------- | ---------------------------- |
| Adenberg 3 (Standort) | Bauernhaus                   | Zweigeschossiger und traufständiger Flachsatteldachbau mit Dachvorschuss und Blockbau-Kniestock, 1. Hälfte 19. Jahrhundert  | D-2-75-114-5 Wikidata | Bauernhaus                   |
| Adenberg 6 (Standort) | Wohnhaus eines Vierseithofes | Stattlicher zweigeschossiger und traufständiger Blockbau mit vorschießendem Satteldach und Traufschrot, 18./19. Jahrhundert | D-2-75-114-6 Wikidata | Wohnhaus eines Vierseithofes |

### Freundorf
| Lage                             | Objekt   | Beschreibung | Akten-Nr.              | Bild     |
| -------------------------------- | -------- | --- | ---------------------- | -------- |
| Uttigkofener Straße 2 (Standort) | Wohnhaus | Zweigeschossiger Blockbau mit vorgezogenem Flachsatteldach und zwei Giebelschroten, im Kern wohl 1720, im 19. Jahrhundert überformt | D-2-75-114-10 Wikidata | Wohnhaus |

### Gainstorf
| Lage                           | Objekt                                | Beschreibung | Akten-Nr.              | Bild           |
| ------------------------------ | ------------------------------------- | --- | ---------------------- | -------------- |
| Galgweiser Straße 9 (Standort) | Katholische Filialkirche St. Nikolaus | Saalbau mit leicht eingezogenem Polygonalchor und Giebeldachreiter, spätgotisch, 2. Hälfte 15. Jahrhundert; mit Ausstattung | D-2-75-114-12 Wikidata | weitere Bilder |

### Grüneröd
| Lage                  | Objekt               | Beschreibung | Akten-Nr.              | Bild                 |
| --------------------- | -------------------- | --- | ---------------------- | -------------------- |
| Grüneröd 1 (Standort) | Einzelhof zum Grüner | Giebelgeteiltes und zweigeschossiges Wohnstallhaus mit vorschießendem Flachsatteldach, Blockbau-Obergeschoss und zwei giebelseitigen Stangenschroten, 1785, seitlicher Stallanbau später | D-2-75-114-15 Wikidata | Einzelhof zum Grüner |

### Gumperting
| Lage                     | Objekt                                     | Beschreibung | Akten-Nr.              | Bild                       |
| ------------------------ | ------------------------------------------ | --- | ---------------------- | -------------------------- |
| Gumperting 4 (Standort)  | Einfirsthof                                | Eingeschossiger und giebelständiger, teilweise massiver Blockbau mit vorschießendem Flachsatteldach und Giebelschroten, 2. Hälfte 18. Jahrhundert | D-2-75-114-16 Wikidata | Einfirsthof                |
| Gumperting 5 (Standort)  | Stattliches Bauernhaus eines Vierseithofes | Zweigeschossiger und giebelständiger, teilweise verschalter Blockbau mit vorschießendem Flachsatteldach, Giebelschroten und geschnitzten Türstürzen, bezeichnet 1810 | D-2-75-114-17 Wikidata | weitere Bilder             |
| Gumperting 6 (Standort)  | Wohnhaus des Vierseithofes                 | Zweigeschossiger und traufständiger Satteldachbau mit Dachvorschuss, Blockbau-Obergeschoss und hofseitigen Giebelschroten, Anfang 19. Jahrhundert Ostflügel mit Hoftor und Pforte, zweigeschossiger und traufständiger Satteldachbau mit korbbogigem Einfahrtstor und Fußgängerpforte | D-2-75-114-18 Wikidata | Wohnhaus des Vierseithofes |
| Gumperting 10 (Standort) | Hofkapelle                                 | Giebelständiger und halbrund schließender Satteldachbau mit Backsteinrahmungen, Mitte 19. Jahrhundert; mit Ausstattung | D-2-75-114-19 Wikidata | Hofkapelle                 |

### Haag
| Lage              | Objekt        | Beschreibung                                                                                          | Akten-Nr.              | Bild          |
| ----------------- | ------------- | --- | ---------------------- | ------------- |
| Haag 1 (Standort) | Wohnstallhaus | Zweigeschossiger Blockbau mit vorschießendem Flachsatteldach, und Traufschrot, Anfang 19. Jahrhundert | D-2-75-114-20 Wikidata | Wohnstallhaus |

### Haideck
| Lage                 | Objekt                            | Beschreibung | Akten-Nr.              | Bild                              |
| -------------------- | --------------------------------- | --- | ---------------------- | --------------------------------- |
| Haideck 2 (Standort) | Wohnstallhaus eines Vierseithofes | Giebelgeteilter und zweigeschossiger Flachsatteldachbau mit Dachvorschuss, Blockbau-Obergeschoss und Giebelschroten, 2. Hälfte 18. Jahrhundert | D-2-75-114-22 Wikidata | Wohnstallhaus eines Vierseithofes |

### Haidenburg
| Lage                                                  | Objekt                                            | Beschreibung | Akten-Nr.              | Bild                              |
| ----------------------------------------------------- | ------------------------------------------------- | --- | ---------------------- | --------------------------------- |
| Alte Schloßstraße 1 (Standort)                        | Schloss Haidenburg                                | Stattliche, das Landschaftsbild beherrschende Vierflügelanlage um einen Binnenhof, dreigeschossiger Steildachbau mit Staffelgiebeln, Backsteingliederungen, Ecktürmen und Turmerkern, erbaut nach 1608, erneuert um 1730, das heutige neugotische Erscheinungsbild nach Brand 1871 Katholische Schlosskapelle St. Anna im Ostflügel, Saalbau mit vorspringendem Chor, im Kern mittelalterlich, Chor spätgotisch; mit Ausstattung | D-2-75-114-23 Wikidata | weitere Bilder                    |
| Am Haidenburger Berg 17 (Standort)                    | Bauernhaus                                        | Zweigeschossiger und giebelständiger Blockbau mit geschlepptem, vorschießendem Flachsatteldach und Giebelschrot, Anfang 19. Jahrhundert | D-2-75-114-25 Wikidata | Bauernhaus                        |
| Am Haidenburger Berg 31 (Standort)                    | Schmiedeeiserner Ausleger                         | Anfang 19. Jahrhundert; am Gasthaus | D-2-75-114-26 Wikidata | Schmiedeeiserner Ausleger         |
| Gärtnerweg 1;Gärtnerweg 3 (Standort)                  | Waldfriedhof (Familie von Aretin)                 | Friedhof der Familie von Aretin und anderen, kleine, ummauerte Anlage mit schmiedeeisernen Grabkreuzen, Kniebank und Bildbaum, 18.- 20. Jahrhundert | D-2-75-114-34 Wikidata | Waldfriedhof (Familie von Aretin) |
| Häuslinger Straße 10 (Standort)                       | Kleinbauernhaus                                   | Zweigeschossiger und traufständiger, teilweise versteinerter Blockbau mit vorschießendem Flachsatteldach und kleinem Traufschrot, 1. Drittel 19. Jahrhundert | D-2-75-114-27 Wikidata | Kleinbauernhaus                   |
| Häuslinger Straße 25; Häuslinger Straße 27 (Standort) | Kleinbauernhaus                                   | Zweigeschossiger und traufständiger, teilweise verschindelter und versteinerter Blockbau mit vorschießendem Flachsatteldach und verbrettertem Giebelschrot, 2. Hälfte 18. Jahrhundert | D-2-75-114-28 Wikidata | Kleinbauernhaus                   |
| Neue Schloßstraße 3 (Standort)                        | Einfirsthof                                       | Zweigeschossiger und traufständiger, teilverschindelter Blockbau mit vorschießendem Flachsatteldach und giebelseitigem Bretterschrot, 2. Hälfte 18. Jahrhundert | D-2-75-114-30 Wikidata | Einfirsthof                       |
| Schießstattweg 9 (Standort)                           | Wohnstallhaus                                     | Zweigeschossiger, teilverschindelter Blockbau mit vorschießendem Flachsatteldach, Giebelschrot und gemauertem Stallteil, Anfang 19. Jahrhundert | D-2-75-114-32 Wikidata | weitere Bilder                    |
| Langhansl (Standort)                                  | Wallfahrtskapelle zum Herrgott auf der Hochstraße | Polygonal schließender, offener und verbretterter Ständerbau mit Glockendachreiter, Mitte 18. Jahrhundert; mit Ausstattung Hölzerner Bildstock mit Satteldach, bezeichnet 1779 Waldkapelle, giebelständiger Satteldachbau mit offenem Gehäuse, Ende 19. Jahrhundert | D-2-75-114-35          | weitere Bilder                    |

### Harreröd
| Lage                  | Objekt               | Beschreibung | Akten-Nr.              | Bild                 |
| --------------------- | -------------------- | --- | ---------------------- | -------------------- |
| Harreröd 1 (Standort) | Einzelhof zum Harrer | Zweigeschossiger Satteldachbau mit Kniestock, Dachvorschuss, verschaltem Blockbau-Obergeschoss und Traufschrot, 18./19. Jahrhundert | D-2-75-114-36 Wikidata | Einzelhof zum Harrer |

### Heinrichsdorf
| Lage                       | Objekt                                | Beschreibung | Akten-Nr.              | Bild                       |
| -------------------------- | ------------------------------------- | --- | ---------------------- | -------------------------- |
| Heinrichsdorf 5 (Standort) | Katholische Filialkirche St. Nikolaus | In landschaftsprägender Lage, Saalkirche mit eingezogenem Polygonalchor, Westturm und Vorzeichen, spätgotisch, 2. Hälfte 15. Jahrhundert, Turmobergeschoss neugotisch, 2. Hälfte 15. Jahrhundert; mit Ausstattung | D-2-75-114-37 Wikidata | weitere Bilder             |
| Heinrichsdorf 7 (Standort) | Wohnhaus des Vierseithofes            | Mit zwei Giebelschroten und Flachsatteldach, 2. Viertel 19. Jahrhundert Remisenflügel mit Traidkasten, Satteldachbau mit Treppengiebel, zwei Einfahrtstoren und Ziegelgliederungen, 2. Hälfte 19. Jahrhundert     | D-2-75-114-38 Wikidata | Wohnhaus des Vierseithofes |
| Heinrichsdorf 8 (Standort) | Kleinbauernhaus                       | Zweigeschossiger und traufständiger Satteldachbau mit Dachüberstand, teilverschindeltem Blockbau-Obergeschoss und kleinem Traufschrot, nach Mitte 19. Jahrhundert                                                 | D-2-75-114-39 Wikidata | Kleinbauernhaus            |

### Kriestorf
| Lage                                            | Objekt                             | Beschreibung | Akten-Nr.              | Bild                         |
| ----------------------------------------------- | ---------------------------------- | --- | ---------------------- | ---------------------------- |
| Gainstorfer Straße 1 (Standort)                 | Wohnhaus des Vierseithofes         | Mit Blockbau-Obergeschoss und Traufschrot, Anfang 19. Jahrhundert | D-2-75-114-41 Wikidata | Wohnhaus des Vierseithofes   |
| Gainstorfer Straße 3 (Standort)                 | Katholische Filialkirche St. Otmar | Saalbau mit leicht eingezogenem Polygonalchor und polygonalem Westturm, spätgotisch, um 1512/15; mit Ausstattung | D-2-75-114-40 Wikidata | weitere Bilder               |
| Gainstorfer Straße 26 (Standort)                | Wohnhaus des Dreiseithofes         | Mit Flachsatteldach, Traufschrot und bemaltem Backsteinfries, um 1860/70 | D-2-75-114-42 Wikidata | Wohnhaus des Dreiseithofes   |
| Nepomukstraße 1 (Standort)                      | Ehemaliges Gasthaus                | Zweigeschossiger und traufständiger Flachsatteldachbau mit Dachüberstand, Blockbau-Obergeschoss und zwei Giebelschroten, frühes 19. Jahrhundert | D-2-75-114-43 Wikidata | weitere Bilder               |
| Nepomukstraße 4 (Standort)                      | Zugehöriges Nebengebäude           | Zweigeschossiger und traufständiger Satteldachbau, zweiseitig mit korbbogigen Arkaden auf Granitsäulen, 1. Drittel 19. Jahrhundert | D-2-75-114-44 Wikidata | Zugehöriges Nebengebäude     |
| Sankt-Othmar-Straße 8 (Standort)                | Zugehöriger Stallstadel            | Giebelständiger Satteldachbau mit Blockbau-Obergeschoss und Traufschrot. 2. Hälfte 18. Jahrhundert, Obergeschoss Mitte 19. Jahrhundert | D-2-75-114-97 Wikidata | Zugehöriger Stallstadel      |
| Sankt-Othmar-Straße 14 (Standort)               | Mühle, Wohnhaus der Vierseitanlage | Stattlicher, zweigeschossiger und traufständiger Blockbau über hohem Sockel, mit weit vorstehendem Flachsatteldach, zwei Giebelschroten und geschnitzten Türstürzen, 1790 | D-2-75-114-45 Wikidata | weitere Bilder               |
| Sankt-Othmar-Straße 15 (Standort)               | Wohnteil eines Einfirsthofes       | Zweigeschossiger und traufständiger Blockbau mit vorschießendem Flachsatteldach, Kniestock und hofseitigem Traufschrot, 2. Hälfte 18. Jahrhundert | D-2-75-114-46 Wikidata | Wohnteil eines Einfirsthofes |
| Sankt-Othmar-Straße 17 (Standort)               | Kleinbauernhaus                    | Zweigeschossiger und traufständiger Flachsatteldachbau mit Dachüberstand, Kniestock und zwei Giebelschroten mit gedrechselten Stangen, bezeichnet 1806 Kleiner Stallstadel mit vorschließendem Flachsatteldach und Blockbau-Obergeschoss, Anfang 19. Jahrhundert | D-2-75-114-47 Wikidata | Kleinbauernhaus              |
| Würdingergasse 1; Würdingergasse 1 a (Standort) | Vierseithof                        | Ursprünglich erhaltene Hofanlage; Wohnhaus, stattlicher, zweigeschossiger und traufständiger, teilverschindelter Blockbau mit zwei Giebelschroten und „Taubenschrot“, über massivem Kellergeschoss, geschnitzte Türrahmen, Anfang 19. Jahrhundert Westflügel, zweigeschossiger und traufständiger Stallstadel mit Futterboden als Blockbau-Obergeschoss mit vorschießendem Flachsatteldach, korbbogige Hofeinfahrt Südflügel, geständerter Traidkasten mit Remise in offener Ständerkonstruktion und Blockbau-Obergeschoss mit geschnitzten Türrahmen und Traufschrot, um 1800 | D-2-75-114-48 Wikidata | weitere Bilder               |

### Meiering
| Lage                  | Objekt     | Beschreibung | Akten-Nr.              | Bild       |
| --------------------- | ---------- | --- | ---------------------- | ---------- |
| Meiering 1 (Standort) | Hofkapelle | Stattlicher, polygonal schließender Saalbau mit Pilastergliederungen und Giebeldachreiter, neugotisch, bezeichnet 1872; mit Ausstattung | D-2-75-114-50 Wikidata | Hofkapelle |

### Pörndorf
| Lage                                            | Objekt                                    | Beschreibung | Akten-Nr.              | Bild                        |
| ----------------------------------------------- | ----------------------------------------- | --- | ---------------------- | --------------------------- |
| Hauptstraße 12 (Standort)                       | Wohnhaus des Vierseithofes                | Zweigeschossiger und trauftsändiger Flachsatteldachbau mit Kniestock Dachüberstand und zwei Giebelschroten, bez. 1849 Hoftor mit Fußgängerpforte, traufständiger Satteldachbau mit neugotischen Torflügeln, um 1849 | D-2-75-114-52 Wikidata | Wohnhaus des Vierseithofes  |
| Hauptstraße 14 (Standort)                       | Ostflügel des Vierseithofes               | Eingeschossiger Halbwalmbau mit zwei korbbogigen Remisenbögen, 1849 | D-2-75-114-53 Wikidata | Ostflügel des Vierseithofes |
| Hauptstraße 46 (Standort)                       | Bauernhaus                                | Zweigeschossiger und traufständiger, teilweise versteinerter und verschindelter Blockbau mit vorschießendem Flachsatteldach und zwei Giebelschroten, bezeichnet 1802 | D-2-75-114-55 Wikidata | Bauernhaus                  |
| Hauptstraße 48 (Standort)                       | Wegkapelle                                | Giebelständiger Satteldachbau mit offenem Gehäuse, im Giebel gotisches Werkstück, 19. Jahrhundert, mit älterer Ausstattung | D-2-75-114-60 Wikidata | Wegkapelle                  |
| Leinauerstraße 5 (Standort)                     | Wohnhaus des Vierseithofes                | Zweigeschossiger Blockbau mit vorschießendem Flachsatteldach, zwei Giebelschroten und zwei Erkern nach Norden und Osten, 1. Hälfte 19. Jahrhundert Stadel, traufständiger Blockbau mit Steildach, 2. Hälfte 18. Jahrhundert | D-2-75-114-57 Wikidata | weitere Bilder              |
| Leinauerstraße 9 (Standort)                     | Vierseithof                               | Wohnhaus, zweigeschossiger und traufständiger Flachsatteldachbau mit Dachüberstand, Blockbau-Obergeschoss und zwei Giebelschroten, bezeichnet 1834 Nordflügel, Stallstadel mit Futterboden, Blockbau-Obergeschoss und Traufschrot, 1. Drittel 19. Jahrhundert Ostflügel, giebelständiger Stadel mit Traidkasten, Ständerbohlenbau mit Steildach, 1. Drittel 19. Jahrhundert | D-2-75-114-58 Wikidata | Vierseithof                 |
| Nähe Hauptstraße; Sportplatzstraße 5 (Standort) | Kriegerdenkmal                            | Kriegerdenkmal für die Gefallenen der Kriege 1866, 1870/71, 1914–18, 1939–45, Pyramide mit Kugelfüßen auf gestuftem Quaderunterbau, um 1920 | D-2-75-114-99          | Kriegerdenkmal              |
| Sportplatzstraße 4 (Standort)                   | Katholische Filialkirche St. Bartholomäus | Rechteckiger Saalbau mit Chorturm, Turm spätromanisch, 1902 erhöht, Langhaus spätgotisch, 1969–71 mit geschlepptem Walmdach verlängert; mit Ausstattung | D-2-75-114-51 Wikidata | weitere Bilder              |
| Sportplatzstraße 5 (Standort)                   | Bauernhaus                                | Zweigeschossiger und traufständiger, teilweise verschindelter Obergeschoss-Blockbau mit vorschießendem Flachsatteldach, Kniestock und zwei Giebelschroten, 1841 | D-2-75-114-54 Wikidata | Bauernhaus                  |
| Sportplatzstraße 9 (Standort)                   | Bauernhaus                                | Zweigeschossiger, teilweise versteinerter Blockbau mit vorschießendem Flachsatteldach und Traufschrot, 1. Drittel 19. Jahrhundert | D-2-75-114-59 Wikidata | Bauernhaus                  |

### Sankt Peter
| Lage                            | Objekt                                             | Beschreibung | Akten-Nr.              | Bild                                        |
| ------------------------------- | -------------------------------------------------- | --- | ---------------------- | ------------------------------------------- |
| Sankt Peter 1 (Standort)        | Ehemalige Pfarrkirche St. Peter, jetzt Leichenhaus | Rechteckiger Saalbau mit Krüppelwalmdach, offener Vorhalle und Glockendachreiter mit Zwiebelhaube, 2. Hälfte 16. Jahrhundert, Turm 1593, 1781 wesentlich umgebaut; mit Ausstattung | D-2-75-114-62 Wikidata | weitere Bilder                              |
| Walchsinger Straße 8 (Standort) | Ehemals Klosterrichterhaus, jetzt Bauernhof        | Zweigeschossiger Steildachbau mit Halbwalmen und Putzgliederungen, 1756 | D-2-75-114-63 Wikidata | Ehemals Klosterrichterhaus, jetzt Bauernhof |

### Schwaig
| Lage                           | Objekt           | Beschreibung | Akten-Nr.              | Bild             |
| ------------------------------ | ---------------- | --- | ---------------------- | ---------------- |
| Schwaighofstraße 15 (Standort) | Villa von Aretin | Zweigeschossiger Mansardwalmdachbau mit übergiebeltem Risalit nach Norden, Pilastergliederung und Treppenturm, neubarock, 1923 anstelle des Aldersbachischen Maierhofes erbaut | D-2-75-114-64 Wikidata | Villa von Aretin |

### Semmler
| Lage                                    | Objekt     | Beschreibung                                                                                              | Akten-Nr.              | Bild       |
| --------------------------------------- | ---------- | --- | ---------------------- | ---------- |
| Kieswerkstraße 1; Kufnerholz (Standort) | Wegkapelle | Giebelständiger Satteldachbau mit stichbogiger Öffnung und seitlicher Rundbogentür, Mitte 19. Jahrhundert | D-2-75-114-49 Wikidata | Wegkapelle |

### Steinhakel
| Lage                   | Objekt                                           | Beschreibung                                                                                              | Akten-Nr.             | Bild |
| ---------------------- | ------------------------------------------------ | --- | --------------------- | ---- |
| Atzenberg 4 (Standort) | Einzelhof Steinhakel, Wohnhaus des Dreiseithofes | Giebelständiger Satteldachbau mit stichbogiger Öffnung und seitlicher Rundbogentür, Mitte 19. Jahrhundert | D-2-75-114-8 Wikidata | BW   |

### Uttigkofen
| Lage                              | Objekt                                    | Beschreibung | Akten-Nr.              | Bild                       |
| --------------------------------- | ----------------------------------------- | --- | ---------------------- | -------------------------- |
| Eggersdorfer Straße 5 (Standort)  | Bauernhaus                                | Zweigeschossiger und giebelständiger, teilverschindelter Flachsatteldachbau mit Dachvorschuss, Blockbau-Obergeschoss und zwei Giebelschroten, bezeichnet 1767 Querflügel, zweigeschossiger und traufständiger Flachsatteldachbau mit Blockbau-Obergeschoss und Traufschrot, 18./19. Jahrhundert | D-2-75-114-66 Wikidata | weitere Bilder             |
| Eggersdorfer Straße 7 (Standort)  | Bauernhaus                                | Zweigeschossiger und traufständiger Flachsatteldachbau mit Dachüberstand, teilverschindeltem Blockbau-Obergeschoss und zwei Giebelschroten, Mitte 19. Jahrhundert | D-2-75-114-67 Wikidata | BW                         |
| Eggersdorfer Straße 9 (Standort)  | Bauernhaus                                | Zweigeschossiger Blockbau mit vorschießendem Flachsatteldach, gemauerter Eckstube und Traufschrot, 1. Hälfte 18. Jahrhundert Seitlich hakenförmiges Nebengebäude mit vorschießendem Satteldach und Blockbau-Obergeschoss, 19. Jahrhundert | D-2-75-114-68 Wikidata | Bauernhaus                 |
| Pfarrgasse 2 (Standort)           | Ehemals Pfarrhof                          | Hauptbau und drei regelmäßig zum offenen Vierseithof angelegte Nebengebäude, 1835; Wohnhaus, zweigeschossiger Walmdachbau mit Gesimsgliederungen Südöstliches Nebengebäude, teilweise Wohnhaus, eingeschossiger Ziegelbau mit vorschießendem Walmdach und Mezzanin Südwestliches Nebengebäude, eingeschossioger Ziegelbau mit vorschießendem Walmdach und Kniestock Nordwestliches Nebengebäude, zweigeschossiger Ziegelbau mit vorschießendem Walmdach, zum Teil als Wohnhaus ausgebaut | D-2-75-114-71 Wikidata | weitere Bilder             |
| Uttigkofener Straße 20 (Standort) | Katholische Pfarrkirche Mariä Himmelfahrt | Saalbau mit eingezogenem Polygonalchor und Chorflankenturm, Vorzeichen und an das Chorhaupt angebauter Kapelle mit dorischer Pilasterrahmung, Kirche spätgotisch, 2. Hälfte 15. Jahrhundert, Turmobergeschoss frühklassizistisch, Ende 18. Jahrhundert Kapellenanbau 17. Jahrhundert; mit Ausstattung; mehrere Grabplatten aus Rotmarmor, spätgotisch und frühbarock, neben der Kirche aufgestellt                                                                                       | D-2-75-114-65 Wikidata | weitere Bilder             |
| Uttigkofener Straße 22 (Standort) | Ehemals Gasthaus                          | Stattlicher zweigeschossiger, giebelständiger und aufgesteilter Flachsatteldachbau mit Dachüberstand und verschindeltem Blockbau-Obergeschoss, rückseitig versteinert, Ende 18. Jahrhundert | D-2-75-114-72 Wikidata | weitere Bilder             |
| Schmidgasse 2 (Standort)          | Wohnhaus des Vierseithofes                | Zweigeschossiger und giebelständiger Satteldachbau mit Dachüberstand und Blockbau-Obergeschoss, 18./19. Jahrhundert | D-2-75-114-74 Wikidata | Wohnhaus des Vierseithofes |

### Walchsing
| Lage                                                        | Objekt                                        | Beschreibung | Akten-Nr.              | Bild                                          |
| ----------------------------------------------------------- | --------------------------------------------- | --- | ---------------------- | --------------------------------------------- |
| Hausergasse 5 (Standort)                                    | Schloss Walchsing                             | Dreigeschossiger Steildachbau mit Krüppelwalm, Rauputzgliederungen und Rustika, im Kern spätgotisch, 1459, um 1570/80 ausgebaut unter Beteiligung von Joseph Goder; mit Ausstattung Hofportal, rustizierte Torwand mit Durchfahrt, Fußgängerdurchgang und Okuli, frühbarock, Mitte 17. Jahrhundert | D-2-75-114-76 Wikidata | weitere Bilder                                |
| Hausergasse 4 (Standort)                                    | Hakenhof mit kleinem Waschhaus; Wohnstallhaus | Mitte 19. Jahrhundert; zweigeschossiges Wohnstallhaus mit vorschießendem Satteldach, teilweise versteinertes Blockbau-Obergeschoss und Giebelschrot, Mitte 19. Jahrhundert Waschhaus, kleiner traufständiger Satteldachbau                                                                         | D-2-75-114-77 Wikidata | Hakenhof mit kleinem Waschhaus; Wohnstallhaus |
| Kirchenweg 4 (Standort)                                     | Katholische Pfarrkirche St. Michael           | Saalbau mit Chorturm und Vorzeichen, Turm romanisch, Langhaus spätes 15. Jahrhundert; mit Ausstattung | D-2-75-114-75 Wikidata | weitere Bilder                                |
| Kriestorfer Straße 7 (Standort)                             | Bauernhaus                                    | Zweigeschossiger und giebelständiger Blockbau mit vorschießendem Satteldach und profilierten Stürzen, Ende 18. Jahrhundert, Dach später | D-2-75-114-78 Wikidata | Bauernhaus                                    |
| Kriestorfer Straße 14 (Standort)                            | Bauernhaus                                    | Zweigeschossiger und traufständiger Satteldachbau mit Dachvorsprung, verschindeltem Blockbau-Obergeschoss und Traufschrot, 2. Viertel 19. Jahrhundert | D-2-75-114-79 Wikidata | Bauernhaus                                    |
| Kriestorfer Straße 19 (Standort)                            | Wohnhaus eines Dreiseithofes                  | Zweigeschossiger und traufständiger, verschindelter und teilweise versteinerter Blockbau mit vorschießendem Satteldach und Traufschrot, Ende 18. Jahrhundert | D-2-75-114-80 Wikidata | Wohnhaus eines Dreiseithofes                  |
| Kriestorfer Straße 25 (Standort)                            | Wohnstallhaus                                 | Zweigeschossiges und giebelständiges Kleinhaus mit vorschießendem Satteldach, teilweise versteinerter und verputzter Blockbau, Anfang 19. Jahrhundert | D-2-75-114-81 Wikidata | Wohnstallhaus                                 |
| Nähe Schönertinger Straße; am östlichen Ortsende (Standort) | Kapelle                                       | Giebelständiges und polygonales Gehäuse mit konvexer Front und Pilasterrahmung, Mitte 18. Jahrhundert | D-2-75-114-87 Wikidata | Kapelle                                       |
| Schönertinger Straße 26 (Standort)                          | Bauernhaus                                    | Zweigeschossiger und traufständiger, verputzter Blockbau mit vorschießendem Flachsatteldach, Kniestock und zwei Giebelschroten, bezeichnet 1828 | D-2-75-114-86 Wikidata | Bauernhaus                                    |
| Nähe Schönertinger Straße (Standort)                        | Marterl                                       | Gusseisenkreuz im Viernageltypus auf verbreitertem Granitsockel, neugotisch, bezeichnet 1871 | D-2-75-114-100         | Marterl                                       |

### Weng
| Lage              | Objekt     | Beschreibung                                                                                  | Akten-Nr.              | Bild           |
| ----------------- | ---------- | --------------------------------------------------------------------------------------------- | ---------------------- | -------------- |
| Weng 8 (Standort) | Hofkapelle | Polygonal geschlossener Satteldachbau mit Giebeldachreiter, neugotisch, 1869; mit Ausstattung | D-2-75-114-90 Wikidata | weitere Bilder |

### Wifling
| Lage                           | Objekt                              | Beschreibung | Akten-Nr.              | Bild                                |
| ------------------------------ | ----------------------------------- | --- | ---------------------- | ----------------------------------- |
| Wiflinger Straße 20 (Standort) | Bauernhaus eines Vierseithofes      | Zweigeschossiger und traufständiger Blockbau mit vorschießendem Flachsatteldach, gemauerter Eckstube, Giebelschroten, ehemals reicher Bemalung und charakteristisch profilierten Kopfbügen, um 1700 | D-2-75-114-92 Wikidata | Bauernhaus eines Vierseithofes      |
| Wiflinger Straße 22 (Standort) | Zum Vierseithof gehöriger Ostflügel | Traufständiger Stadel mit Tenne und Heuboden, Blockbau-Obergeschoss mit kleinem Traufschrot, bezeichnet 1802                                                                                        | D-2-75-114-93 Wikidata | Zum Vierseithof gehöriger Ostflügel |
| Wiflinger Straße 26 (Standort) | Wohnstallhaus                       | Mit Flachsatteldach und Blockbau-Giebel, teilweise Massivbau, im Kern Anfang 19. Jahrhundert | D-2-75-114-94 Wikidata | Wohnstallhaus                       |

### Wolf
| Lage                                                                             | Objekt     | Beschreibung                                                      | Akten-Nr.             | Bild       |
| -------------------------------------------------------------------------------- | ---------- | ----------------------------------------------------------------- | --------------------- | ---------- |
| Pörndorfer Straße 2, beim Einödhof Wolf, an der Straße nach Freundorf (Standort) | Hofkapelle | Giebelständiger Polygonalbau mit offenem Gehäuse, 19. Jahrhundert | D-2-75-114-4 Wikidata | Hofkapelle |

## Ehemalige Baudenkmäler
In diesem Abschnitt sind Objekte aufgeführt, die früher einmal in der Denkmalliste eingetragen waren, jetzt aber nicht mehr. Objekte, die in anderem Zusammenhang also z. B. als Teil eines Baudenkmals weiter eingetragen sind, sollen hier nicht aufgeführt werden. Aktennummern in diesem Abschnitt sind ehemalige, jetzt nicht mehr gültige Aktennummern.

| Lage                                                                     | Objekt                                     | Beschreibung | Akten-Nr.              | Bild |
| ------------------------------------------------------------------------ | ------------------------------------------ | --- | ---------------------- | --- |
| Aldersbach An der Aldersbach-Brücke (Standort)                           | Steinfigur des heiligen Johann von Nepomuk | Mitte 18. Jahrhundert | D-2-75-114-3 Wikidata  | Steinfigur des heiligen Johann von Nepomuk                                                                                 |
| Atzenberg 2 (Standort)                                                   | Zugehöriger Querflügel des Vierseithofes   | Mit Blockbau-Obergeschoss und Flachsatteldach, Anfang 19. Jahrhundert                                                                             | D-2-75-114-7 Wikidata  | BW |
| Freundorf Haus Nummer 65 (Standort)                                      | Zugehöriger Ostflügel des Vierseithofes    | Mit Flachsatteldach und Traidkasten, Anfang 19. Jahrhundert; Christusfigur, 18./19. Jahrhundert, im Giebel des Wohnhauses                         | D-2-75-114-11 Wikidata | BW |
| Freundorf bei Nr. 68 1/3 (Standort)                                      | Hofkapelle                                 | Neugotisch mit Dachreiter, erbaut 1885; mit Ausstattung                                                                                           | D-2-75-114-9 Wikidata  | BW |
| Gainstorf Galgweiser Straße 11 (Standort)                                | Zugehöriger Blockbaustadel                 | Zweite Hälfte 18. Jahrhundert | D-2-75-114-13 Wikidata | BW |
| Gainstorf Galgweiser Straße 15 (Standort)                                | Wohnhaus des Vierseithofes                 | Massiv mit Schopfwalm und Traufschrot, Mitte 19. Jahrhundert Südflügel, großer zweitenniger Stadel mit Steilsatteldach, wohl noch 18. Jahrhundert | D-2-75-114-14 Wikidata | BW |
| Haag Nähe Hütter, an der Straße nach Osterhofen ()                       | Blockbau                                   | Erste Hälfte 19. Jahrhundert; mit Ausstattung | D-2-75-114-21 Wikidata | |
| Haidenburg Alte Schloßstraße, westlich der Remise ()                     | Ehemaliges Gerichtsgebäude                 | Halbwalmdachbau des 17./18. Jahrhundert | D-2-75-114-24 Wikidata | |
| Haidenburg Alte Schloßstraße 4, 6 (Standort)                             | Dreischiffige Stallanlage                  | 18. Jahrhundert, östlich Remise; barocker Brunnen                                                                                                 | D-2-75-114-95 Wikidata | BW |
| Haidenburg Bauernhaus (Südteil) (Standort)                               | Blockbau                                   | Mit Flachsatteldach, 18. Jahrhundert | D-2-75-114-33 Wikidata | BW |
| Haidenburg Neue Schloßstraße 1, am Weg zu Haus Nummer 25, 26. (Standort) | Offene Kapelle                             | Mitte 18. Jahrhundert; mit Ausstattung | D-2-75-114-31 Wikidata | BW |
| Pörndorf Kollbachweg 1 (Standort)                                        | Im Giebel große Figur Gottvaters           | Mitte 18. Jahrhundert | D-2-75-114-56 Wikidata | BW |
| Reit Reit 3 (Standort)                                                   | Wohnhaus des Vierseithofes                 | Mit Blockbau-Obergeschoss und Giebelschrot, Mitte 19. Jahrhundert                                                                                 | D-2-75-114-61 Wikidata | BW |
| Uttighofen Pfarrgasse 1 (Standort)                                       | Bauernhaus                                 | Mit Blockbau-Obergeschoss, Ende 18. Jahrhundert, Dach später                                                                                      | D-2-75-114-70 Wikidata | BW |
| Uttighofen Pfarrgasse 3 (Standort)                                       | Bauernhaus                                 | Verschindelter Blockbau, Ende 18. Jahrhundert, Dach später Altertümlicher Steildach-Stadel, Ständerbohlenbau, zweite Hälfte 18. Jahrhundert       | D-2-75-114-69 Wikidata | BW |
| Weng alte Haus-Nr. 13 (am Stadel) (Standort)                             | Großer, nachgotischer Kruzifixus           | Mitte 16. Jahrhundert | D-2-75-114-89 Wikidata | [[Vorlage:Bilderwunsch/code!/C:48.59582,13.05247!/D:alte Haus-Nr. 13 (am Stadel), Großer, nachgotischer Kruzifixus!/\|BW]] |
| Weng alte Haus-Nr. 102 (Standort)                                        | Einfirsthof, Mittertennbau                 | Mit Blockbau-Obergeschoss und Flachsatteldach, zweites Viertel 19. Jahrhundert                                                                    | D-2-75-114-91 Wikidata | BW |
| Weng Weng 5 (Standort)                                                   | Wohnhaus eines Vierseithofes               | Blockbau mit Flachsatteldach und zwei Schroten mit Bretterbrüstung, Mitte 19. Jahrhundert                                                         | D-2-75-114-88 Wikidata | BW |

## Abgegangene Baudenkmäler
In diesem Abschnitt sind Objekte aufgeführt, die früher einmal in der Denkmalliste eingetragen waren, jetzt aber nicht mehr existieren, z. B. weil sie abgebrochen wurden. Aktennummern in diesem Abschnitt sind ehemalige, jetzt nicht mehr gültige Aktennummern.

| Lage                                             | Objekt                    | Beschreibung | Akten-Nr.              | Bild |
| ------------------------------------------------ | ------------------------- | --- | ---------------------- | ---- |
| Walchsing Schönertinger Straße 2 (Standort)      | Bauernhaus                | Zweigeschossiger und giebelständiger Satteldachbau mit Dachüberstand, teilweise verschindeltem Blockbau-Obergeschoss, auskragendem Kniestock und zwei Giebelschroten, Anfang 19. Jahrhundert, Dach später. (Anmerkung: Im Bayerischen Denkmalatlas noch geführt. Das Objekt ist abgebrochen, Fundamentreste als Gartenmauer; Ortseinsicht 4. Mai 2022) | D-2-75-114-85 Wikidata | BW   |
| Walchsing Schönertinger Straße 4, 4 a (Standort) | Bauernhaus, Mittertennbau | Teilverschindelter Blockbau mit Flachsatteldach und Traufschrot, Anfang 18. Jahrhundert (Anmerkung:Objekt ist abgebrochen) | D-2-75-114-84 Wikidata | BW   |